# Media Agua
Media Agua es una localidad argentina, ubicada en el centro sur de la provincia de San Juan, al sur del oasis agrícola del valle del Tulúm. Es la cabecera y sede de las autoridades municipales del departamento Sarmiento. Es también una de las principales localidades del sur sanjuanino. Es núcleo de una región vitivinícola, hortícola y minera por excelencia de la provincia. En esta localidad es posible visitar las reliquias de San Antonio de Padua, que fueron traídas desde Italia.

## Toponimia
El nombre Media Agua surge por la existencia de la estación de ferrocarril que había en esta zona, dicha estación poseía un techo de "media agua", es la razón por la que a ese lugar se lo llamó Media Agua.

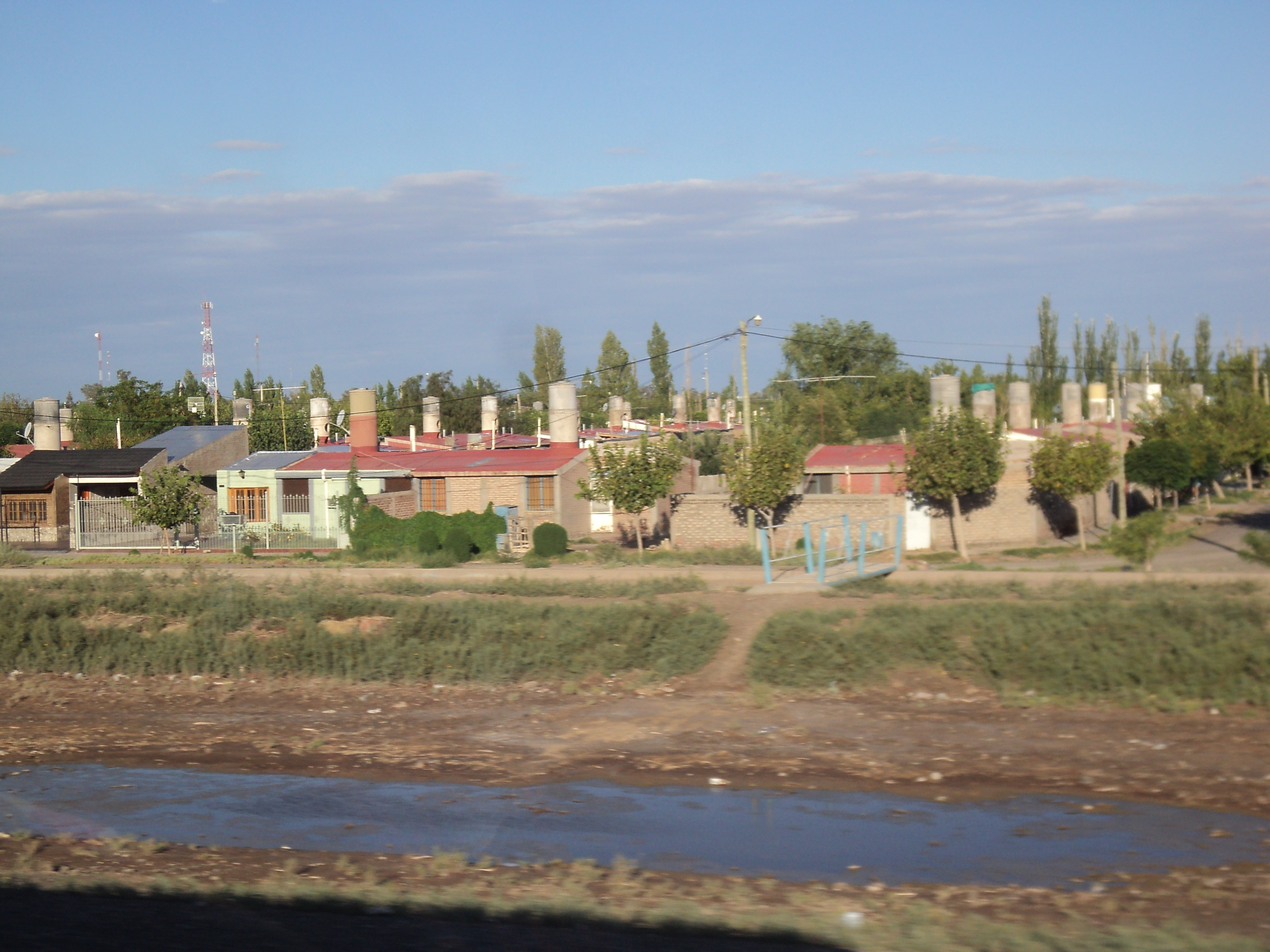
Vista de un plan de viviendas recientes a la vera de una inundación

## Geografía
Media Agua limita al norte con el distrito de Colonia Fiscal, al sur con el de Tres Esquina, al oeste con el de Cañada Honda y al este con el de Cochagual. Se encuentra en una planicie aluvional casi al pie de la precordillera.
Alrededor de la Villa Media Agua, se observan numerosas plantaciones de vid, de hortalizas, de sandías y melones, ya que estos últimos son los mejores y más reconocidos de la provincia por su calidad, también hay varias bodegas y explotaciones de minerales a escasos kilómetros en la localidad de Los Berros.

### Sismicidad
La sismicidad del área de Cuyo (centro oeste de Argentina) es frecuente y de variable intensidad, y un silencio sísmico de terremotos medios a graves cada 20 años en distintas áreas aleatorias.
El 19 de enero de 2021 a las 23:46 hora local (2:46 GMT del martes) se produjo un sismo con epicentro en la localidad sanjuanina de Media Agua, al sur de la capital provincial, informó el Instituto Nacional de Prevención Sísmica (INPRES).
El INPRES ya registró unas 50 réplicas -sismos después del evento principal de menor magnitud-, según informó el INPRES

### Terremoto de Caucete 1977
El 23 de noviembre de 1977, la región fue asolada por un terremoto y que dejó como saldo lamentable algunas víctimas, y un porcentaje importante de daños materiales en edificaciones.
El Día de la Defensa Civil fue asignado por un decreto recordando el sismo que destruyó la ciudad de Caucete el 23 de noviembre de 1977, con más de 40.000 víctimas sin hogar. No quedaron registros de fallas en tierra, y lo más notable efecto del terremoto fue la extensa área de licuefacción (posiblemente miles de km²).
El efecto más dramático de la licuefacción se observó en la ciudad, a 70 km del epicentro: se vieron grandes cantidades de arena en las fisuras de hasta 1 m de ancho y más de 2 m de profundidad. En algunas de las casas sobre esas fisuras, el terreno quedó cubierto de más de 1 dm de arena.

#### Sismo de 1861
Aunque dicha actividad geológica ocurre desde épocas prehistóricas, el terremoto del 20 de marzo de 1861 señaló un hito importante dentro de la historia de eventos sísmicos argentinos ya que fue el más fuerte registrado y documentado en el país. A partir del mismo la política de los sucesivos gobiernos mendocinos y municipales han ido extremando cuidados y restringiendo los códigos de construcción. Pero solo con el terremoto de San Juan de 1944 del 15 de enero de 1944 (81 años) el gobierno sanjuanino tomó estado de la enorme gravedad sísmica de la región.

## Población
Cuenta con 19.092 pobladores según el censo 2001, lo que representa un incremento del 34,4% frente a los 15,932 habitantes (Indec, 1991) del censo anterior. Su población se ubica por mayoría hacia el sur mientras que hacia el norte es más escasa y está constituida por barrios y villas.

## Economía
A pesar de ser ya ciudad, su economía se sigue basando en la minería y en la agricultura. Algunos habitantes se dedican en minoría a la actividad comercial o se trasladan hacia la ciudad de San Juan.

## Aspecto Urbano
Media Agua posee una fisonomía antigua, con edificaciones de arquitectura contemporánea, calles bien trazadas poco pavimento y forestación. sus calles irrigadas por pequeños canales (acequias).
La trama de la ciudad se desarrolla en forma de cuadrícula damero, lo que logra formar un perfecto rectángulo de seis cuadras de largo por tres cuadras de ancho, concentrando ahí la zona más densamente poblada y con las actividades comerciales, administrativas y financieras.
Posee un crecimiento hacia el sur, donde hay números barrio y villas, mientras que hacia el norte su crecimiento es totalmente escaso, ahí hay bodegas y actividades agrícolas.
- Plaza Principal : lleva el nombre de Dominguito Fidel Sarmiento, (hijo adoptivo de Sarmiento que murió luchando en la guerra de la Triple Alianza). Dicha plaza posee una escasa arboleda, una fuente, canteros muy pintorescos y juegos infantiles

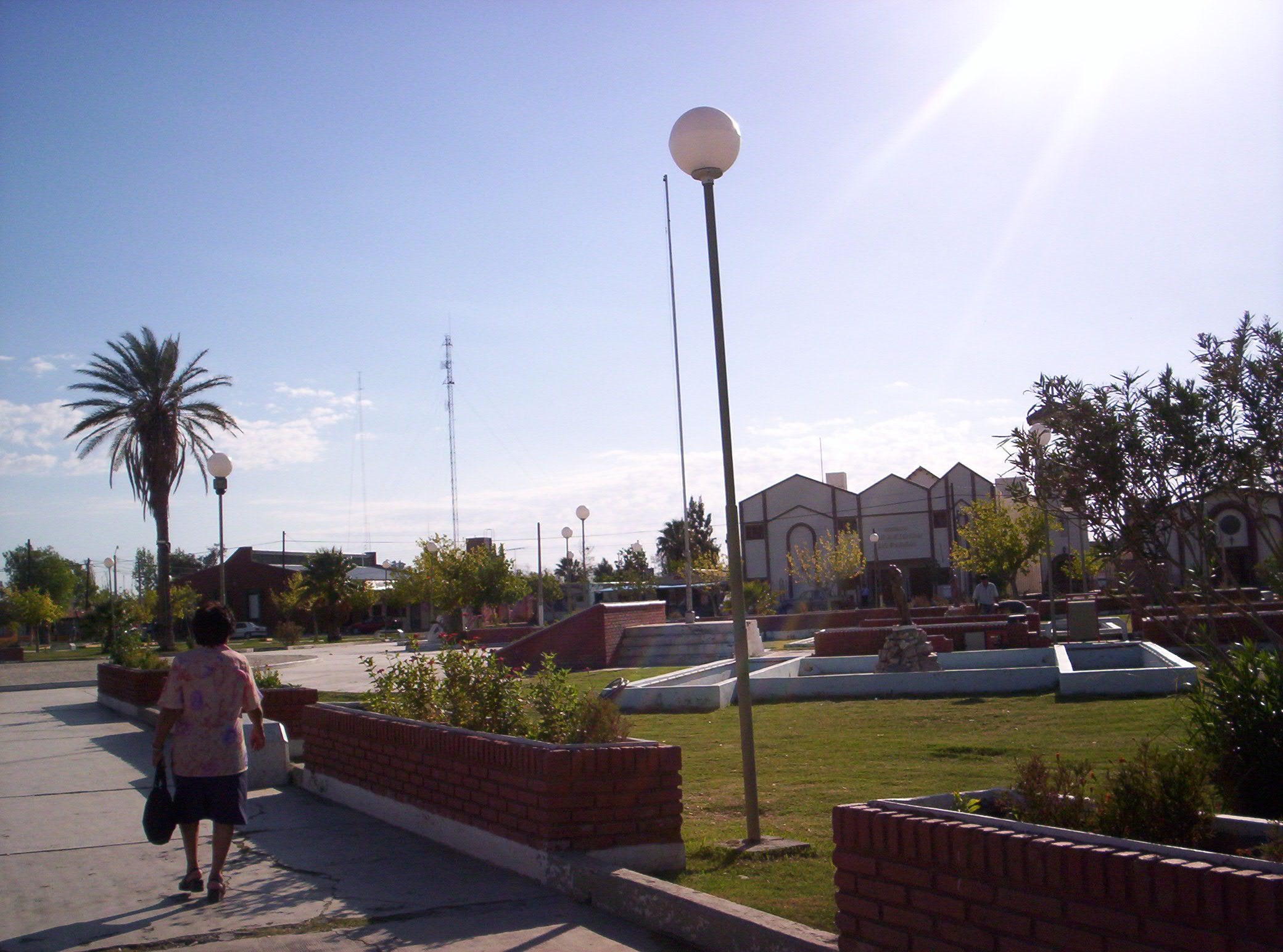
Plaza principal.

- Iglesia Parroquial: esta iglesia fue inaugurada el 13 de junio de 1991, posee una arquitectura moderna y tiene un campanil de más de tres pisos de altura. Resguarda la imagen de San Antonio de Padua, santo patrono del departamento, también se encuentran las reliquias del santo traídas desde Italia.

- Palacio Municipal: de reciente refacción, es muy moderno y pintoresco posee dos pisos de altura, actualmente funciona el concejo deliberante, mientras que el registro civil funciona en el CIC.

- Destacamento Policial: se encuentra junto a la municipalidad y también es un edificio moderno de dos pisos de altura, junto a la municipalidad constituyen un pequeño centro cívico

- Escuela Victorina de Navarro: esta escuela se encuentra ubicada frente al plaza principal, posee los niveles primarios, medio y superior, donde asisten día a día miles de estudiantes.

- Escuela Agrotécnica Sarmiento: En ella egresan miles de técnicos agrónomos que dan vida a una comunidad que posee como núcleo la producción agrícola

## Barrios

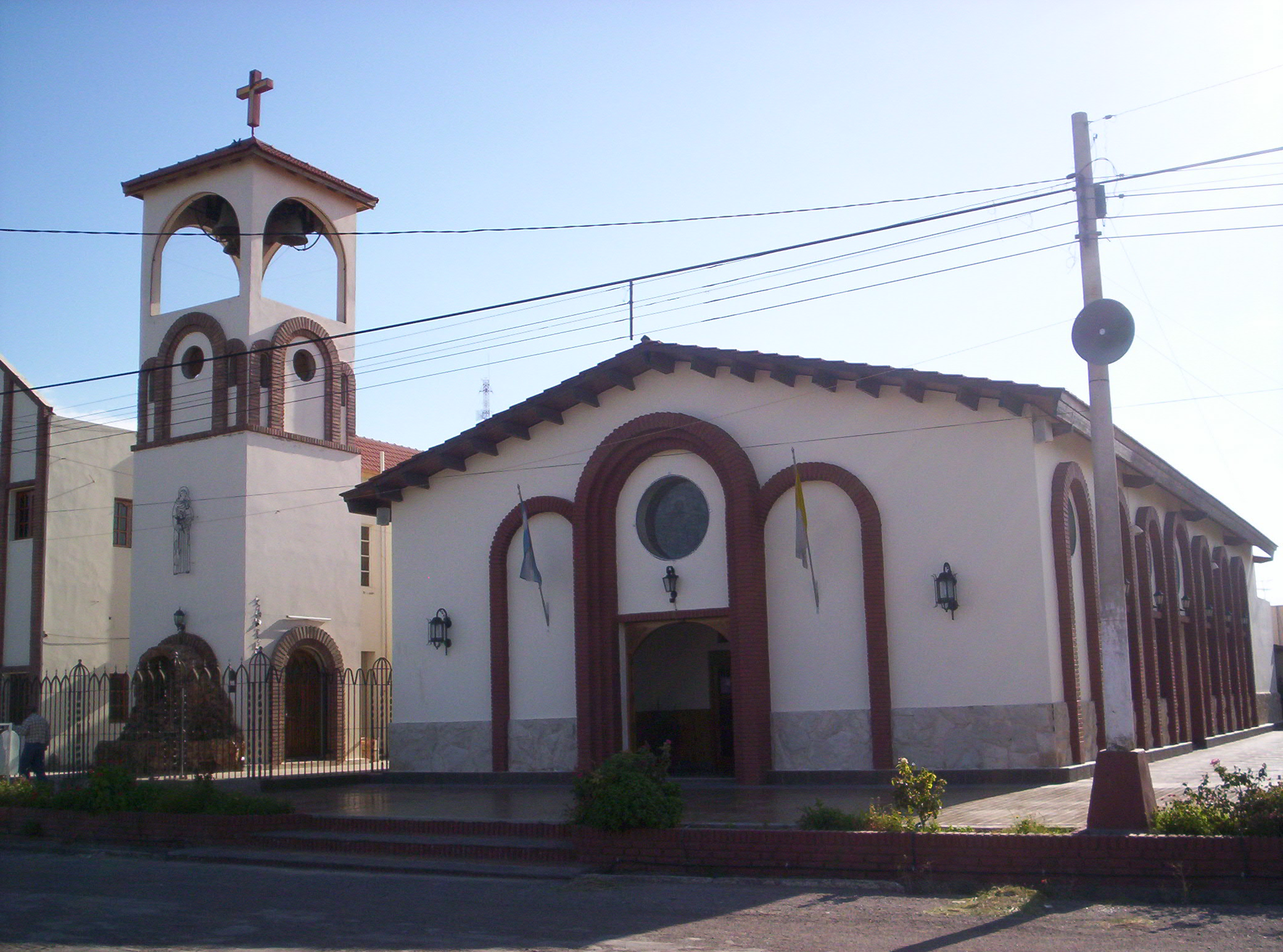
Iglesia matriz de Media Agua, donde se rinde honor a San Antonio de Padua.

- Barrio Patagonia
- Barrio Patagonia II
- Barrio San Martín
- Barrio Patiño
- Barrio Media Agua II
- Barrio Laguna del Rosario
- Barrio Covisar
- Barrio Celeste y Blanco
- Barrio Toranzo
- Villa Costa Canal
- Villa Güell

- Barrio Municipal

## Transporte
Media Agua cuenta con un transporte público de pasajeros que está constituido por líneas de buses (colectivos) señaladas con números, que la conectan con la ciudad de San Juan y los demás distritos del departamento Sarmiento y son las denominada líneas 24 y 19 pero fueron sustituidas por líneas 260, 261 y 262.
El transporte público de larga distancia circula por la Ruta Nacional 40, con destinos hacia la ciudad de Mendoza y hacia el sur del país y hacia otras capitales del país.

## Parroquias de la Iglesia católica en Media Agua
| Arquidiócesis | San Juan de Cuyo     |
| ------------- | -------------------- |
| Parroquia     | San Antonio de Padua |